# IPadOS 18
IPadOS 18 is een besturingssysteem voor iPads dat is ontwikkeld door Apple Inc. en uitgebracht op 16 september 2024.

## Beschrijving
IPadOS 18 introduceert Apple Intelligence, dat tevens werd geïntroduceerd met iOS 18. Daarnaast is er een rekenmachine-app, en aanpassingsmogelijkheden van het thuisscherm, de app-iconen en het bedieningspaneel. De rekenmachine herkent handgeschreven sommen en kan deze automatisch uitrekenen. Evenals in iOS 18 kunnen apps worden verborgen en vergrendeld tegen opstarten.
Andere verbeteringen zijn aangebracht in Notities, Foto's, Berichten, en er is een losse Wachtwoorden-app.

## Ondersteuning
Ondersteuning voor de iPad Pro uit 2017 kwam te vervallen, met uitzondering van de iPad zesde generatie die eveneens over een Apple A10-processor beschikt. Ook schrapte Apple ondersteuning voor alle iPads met een schermdiagonaal van 25 cm (9,7 inch). IPads met een A12-, A13-, A14- of A15-chip hebben beperkte functies onder iPadOS 18.
Apple Intelligence wordt alleen ondersteund op iPads met een A17 Pro- of M-chip.
- iPad (2019) (en nieuwer)
- iPad Air (2019) (en nieuwer)
- iPad mini (2019) (en nieuwer)
- iPad Pro (2015) (11-inchmodel en nieuwer)
- iPad Pro (2018) (12,9-inchmodel en nieuwer)

## Problemen
Met de update naar iPadOS 18 meldden gebruikers dat hun iPads waren vastgelopen en onbruikbaar raakten. Het betrof de iPad Pro met een M4-processor. Apple stopte tijdelijk de update voor dit model en bracht korte tijd later iPadOS 18.0.1 uit, die dit probleem oploste.